# Nordiska museet

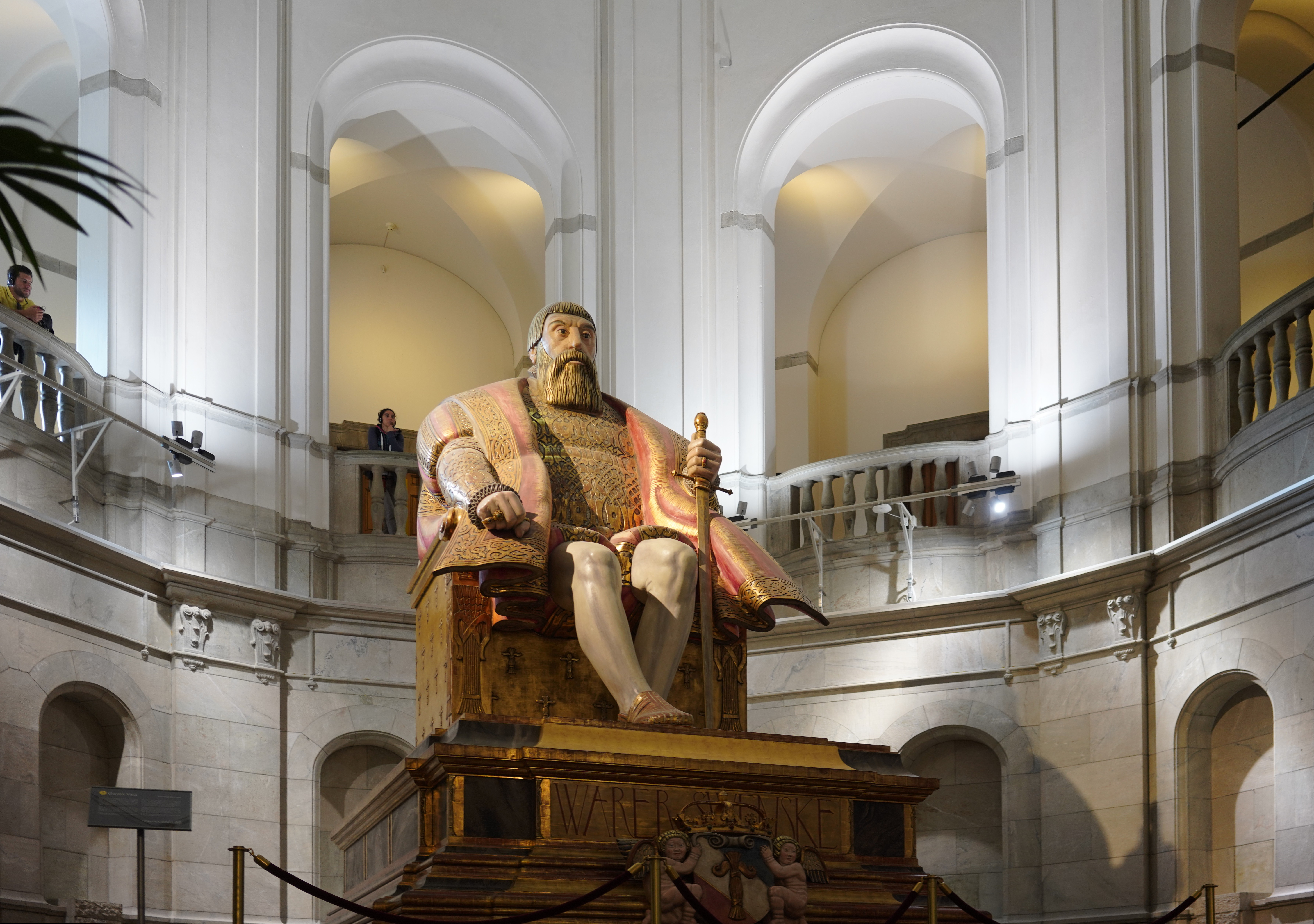
Gustav Vasa i entréhallen.

Nordiska museet är ett stiftelseägt svenskt kulturhistoriskt museum, som ligger på Lejonslätten på Djurgården i Stockholm. Museets uppgift är att bevara och levandegöra minnet av liv och arbete från 1500-talet fram till våra dagar. Det är Sveriges största kulturhistoriska museum. I samlingarna finns över 1,5 miljoner föremål. Byggnaden uppfördes mellan åren 1889 och 1907 efter ritningar av arkitekt Isak Gustaf Clason, och är belägen inom Kungliga nationalstadsparken. Byggnaden är sedan 1907 ett lagskyddat byggnadsminne och är blåmärkt av Stadsmuseet i Stockholm vilket är den högsta klassen och innebär "att bebyggelsen bedöms ha synnerligen höga kulturhistoriska värden".

## Historia
Grundare till museet var Artur Hazelius, som även grundade Skansen. Hazelius gjorde sin första insamlingsresa sommaren 1872 för att han ville rädda en folkkultur som han trodde skulle gå förlorad. Redan från början samlade han både föremål, folkminnen och litteratur. Den 24 oktober 1873 öppnade ”Skandinavisk-Etnografiska samlingen” på Drottninggatan 71 (i Davidsons paviljonger) i Stockholm. Samlingarna växte snabbt och Hazelius erbjöd svenska staten samlingarna som gåva, innan han 1880 grundade den stiftelse som fick namnet "Nordiska museet".

Historiska bilder
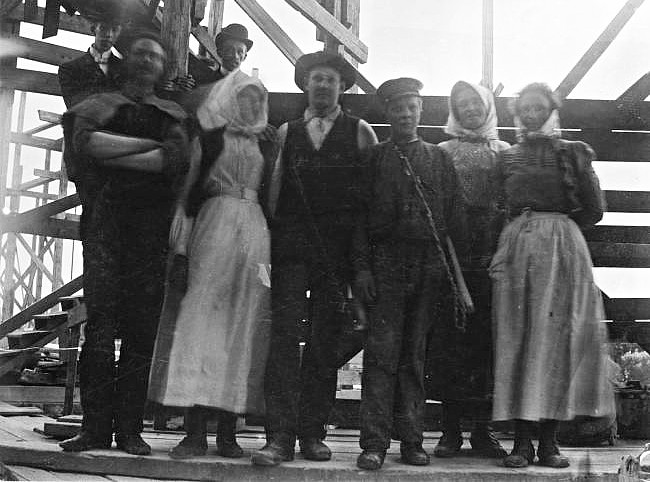
Nordiska museets bygge, murbärarlaget 1893.
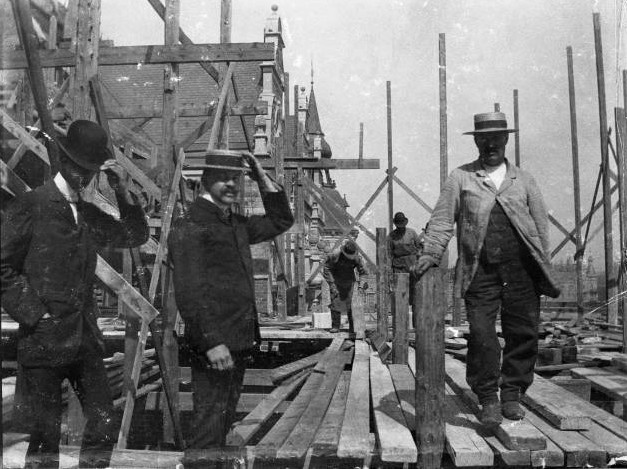
Personer på byggnadsställningen, 1890-tal.
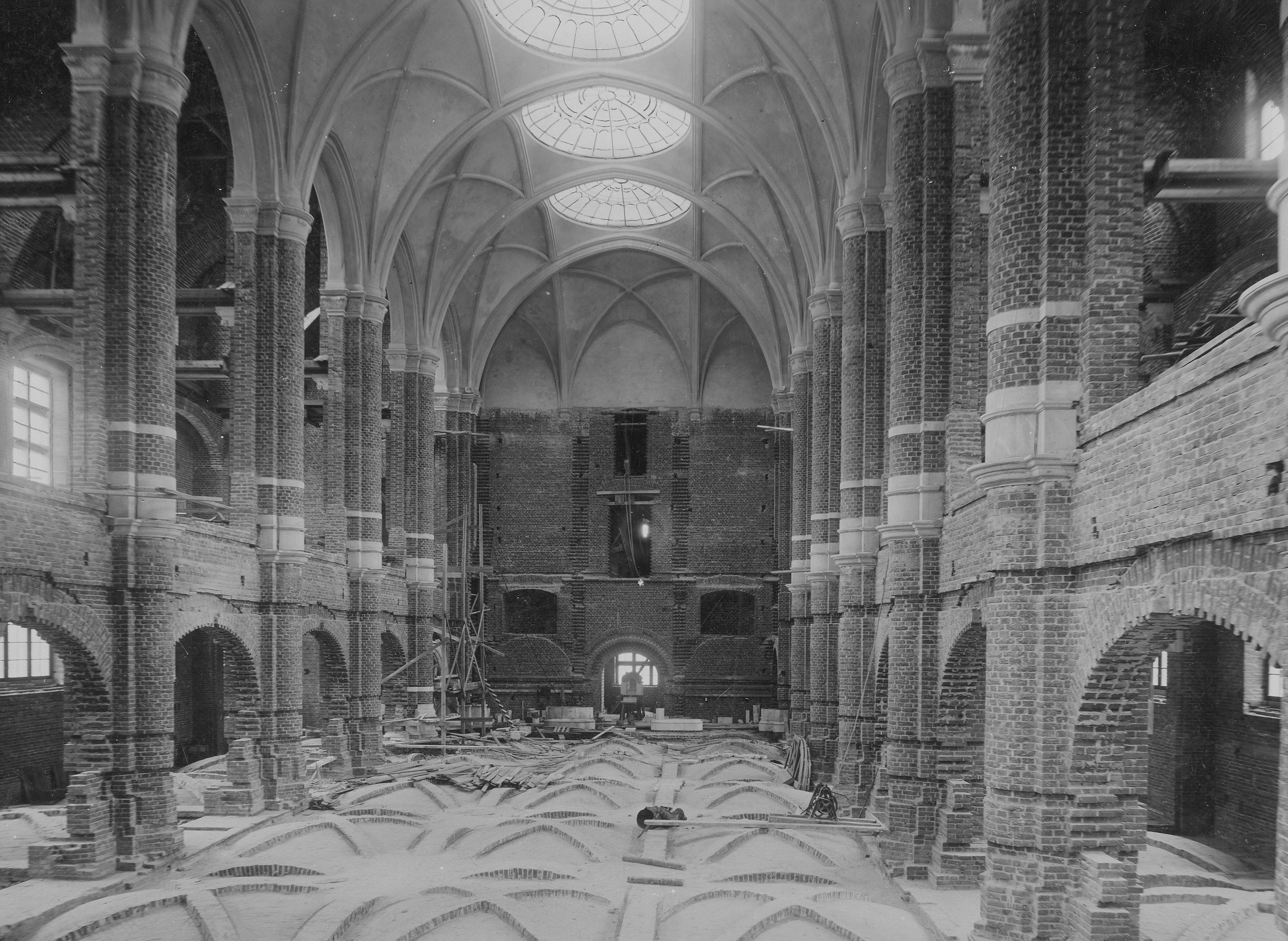
Stora salen under uppförande.
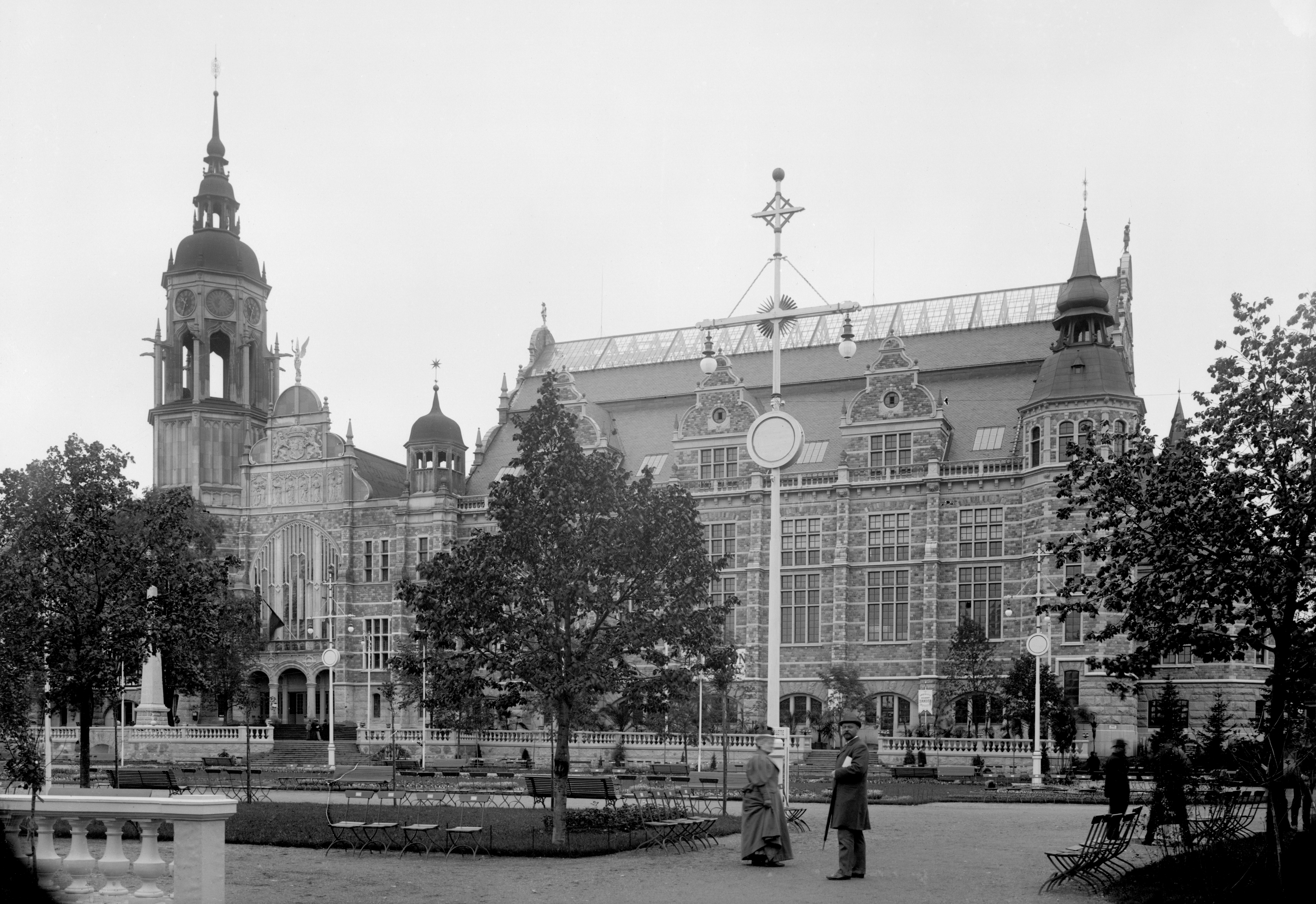
Nordiska museet år 1897, med den norra delen färdigbyggd.
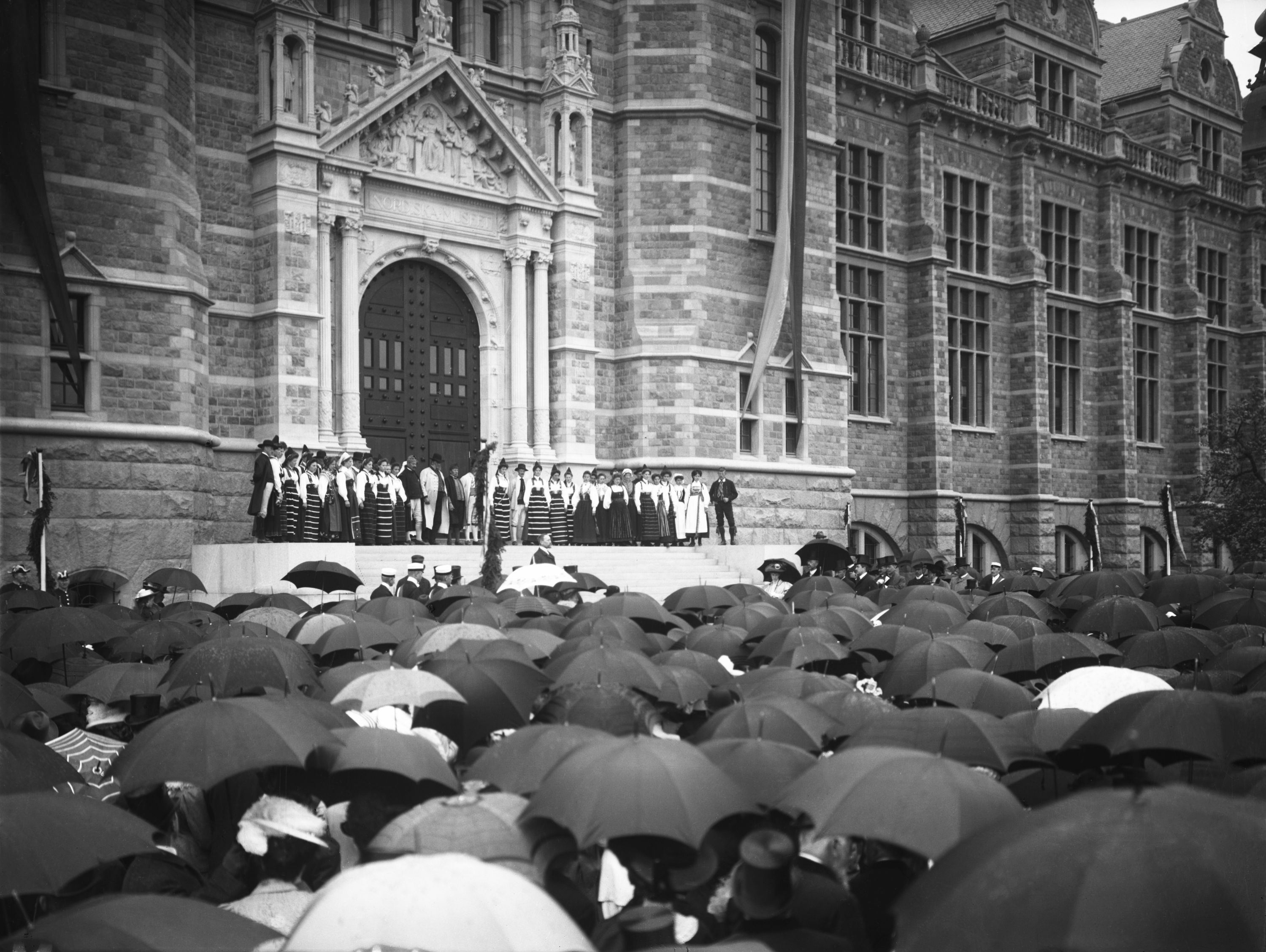
Invigning den 8 juni 1907. Museets medarbetar står överst på byggnadens trappa iförda folkdräkter.

Redan 1876 hade en byggnadsfond för uppförandet av ett nu museibyggnad för att ersätta de trånga lokalerna på Drottninggatan inrättats. Enligt beslut 1882 uppläts en tomt på Lejonslätten av kungen mot årlig tomtöresavgift från 1884.
Nordiska museet och Skansen var en och samma institution fram till 1 juli 1963, då Skansen blev en egen stiftelse. Mer än 30 000 föremål på Skansen tillhör egentligen Nordiska museet men är placerade som en evighetslång deposition på Skansen.
”Känn dig själv” var Hazelius motto för Nordiska museet och är än idag den logotyp som museet använder.

## Artur Hazelius och skaffarna

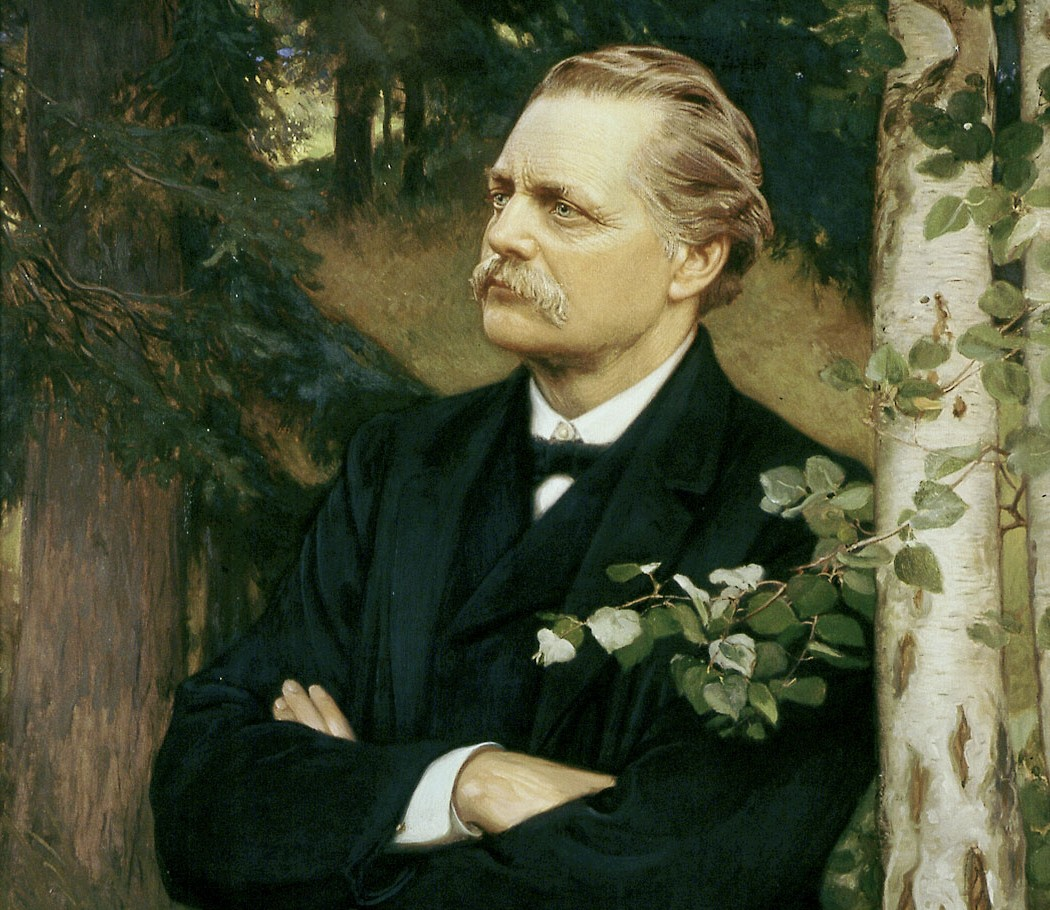
Artur Hazelius.

”Skaffare”, eller reseamanuens, var den benämning som Artur Hazelius använde för de frivilliga och oavlönade medhjälpare som hjälpte honom att samla föremål till museet. Skaffarna verkade som ombud för museet i sina hemtrakter. Deras insatser kom att bli ovärderliga för Hazelius och museet. Tusentals föremål kom genom deras försorg att föras till museets samlingar. Man vet inte med säkerhet varifrån Hazelius fick idén till att bygga upp detta nätverk av medhjälpare, kanske inspirerades han av Riksantikvarieämbetet som sedan 1830-talet hade en organisation av ombud runt om i landet. 
För att styra insamlingsarbetet och för att underlätta skaffarnas arbete publicerade Hazelius 1873 en vägledning med titeln: ”Några anvisningar vid samlandet af folkdrägter och bohag .m.m”. Han stod också i tät brevkontakt med skaffarna. Breven ger idag en uppfattning om vilka föremål han ansåg skulle samlas till museet, hur insamlingen skulle gå till och vilka uppgifter om föremålen som han ville att skaffarna skulle notera. Sådana uppgifter var föremålens ursprung, ålder och användning liksom uppgifter om föremålens dialektala benämningar.
Samlandet skulle genomföras med noggrannhet och skaffarna uppmanades att skriva till Artur Hazelius för att avrapportera det pågående arbetet. ”Skrif flitigt, samla mycket, packa väl och märk sakerna noga” skrev han 1877 i ett brev till den norske skaffaren Torjus Leifsson Bolkesjö. Till Emma Johansson i Småland riktade han 1883 följande uppmaning: ”Skaffa gärna kristningskläder, de äro af ej ringa intresse. Några sängkläder må ock tagas, hälst naturligtvis väl bevarade.” Ibland uppmanade han skaffarna att iaktta sparsamhet: ”Försök naturligtvis att få så mycket som möjligt såsom gåvor, och där du måste betala, pruta så mycket du kan” skrev han 1876 till Lång Karin Persdotter , en av skaffarna i Dalarna. Ansåg Hazelius att insamlingsverksamheten gick långsamt eller trögt kunde han formulera sig drastiskt. I ett brev daterat 1888 till Bälter Anders Hansson i Dalarna skrev han: ”Laga att du får gamla klädesplagg till skänks. Orsaborna borde vara litet mer offervilliga. Be dem tänka på fosterlandet!”. Brevväxlingen mellan Artur Hazelius och skaffarna förvaras i Nordiska museets arkiv.

## Byggnaden

### Arkitekttävling
År 1883 utlystes en internationell arkitekttävling för ett nytt museum på Djurgården. Sexton bidrag inkom och tävlingen vanns av den tyske arkitekten Wilhelm Manchot. Manchots förslag bearbetades först av Magnus Isaeus. Efter Isaeus död 1890 fullbordade Isak Gustaf Clason uppdraget med arkitekten Gustaf Améen som medhjälpare. En man som följde hela bygget var byggmästaren Håkan Larsson. Först 1891 godkändes Clasons ritning. Från Manchots tävlingsförslag existerar två ritningar; en planritning och en sektion som är utförda i tusch och akvarell på kartong. De finns arkiverade i arkitekturmuseet vid Technische Universität Berlin.
| Manchots tävlingsbidrag, plan och sektion, signerade W. Manchot Mannheim 1883 och stämplade 1. Preis. |  | Manchots tävlingsbidrag, plan och sektion, signerade W. Manchot Mannheim 1883 och stämplade 1. Preis. |
| Manchots tävlingsbidrag, plan och sektion, signerade W. Manchot Mannheim 1883 och stämplade 1. Preis. |  | |

### Arkitektur och utsmyckning

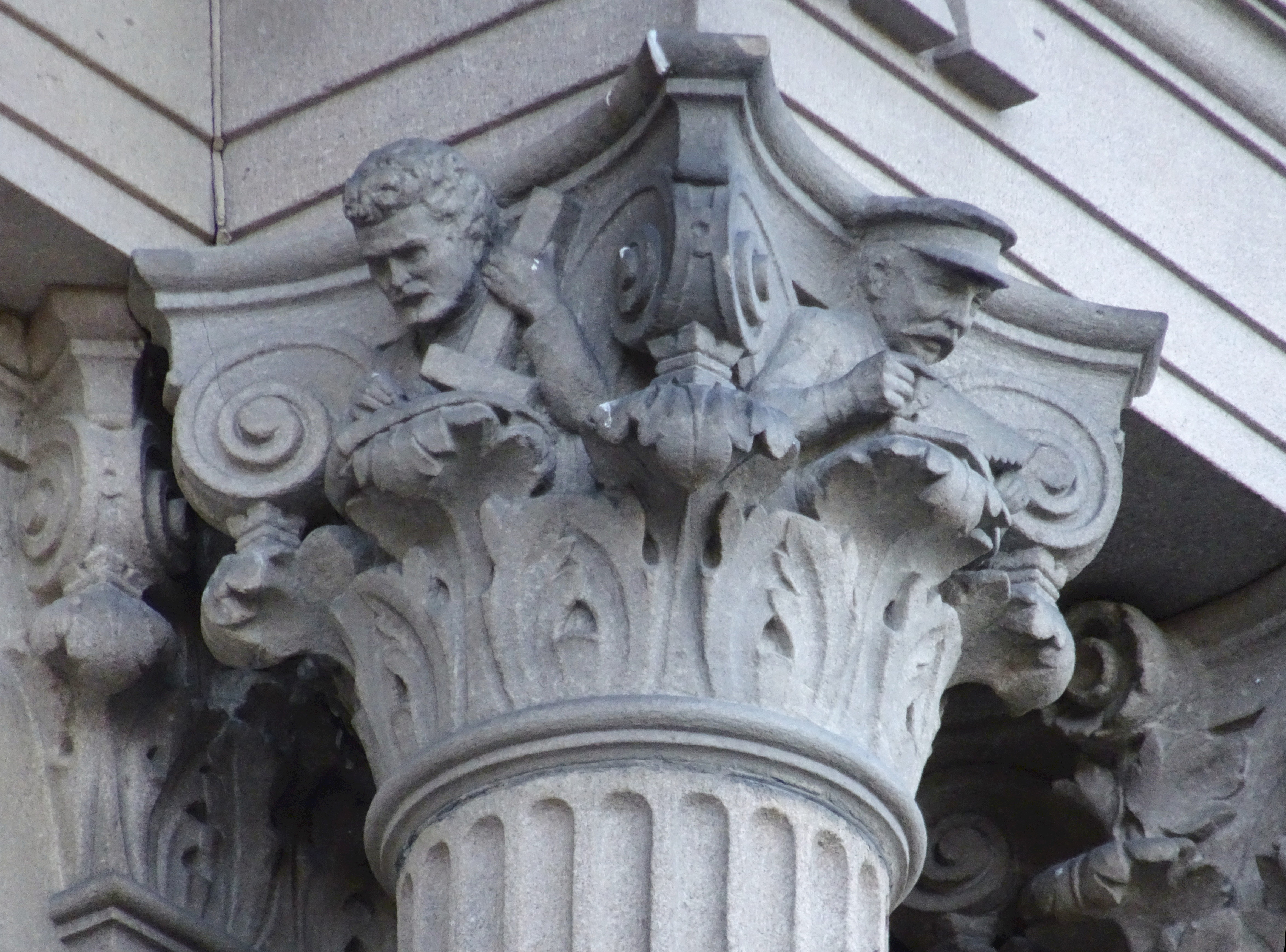
Arkitekt Gustaf Améen (t.v.) och snickarbasen F.O. Andersson.

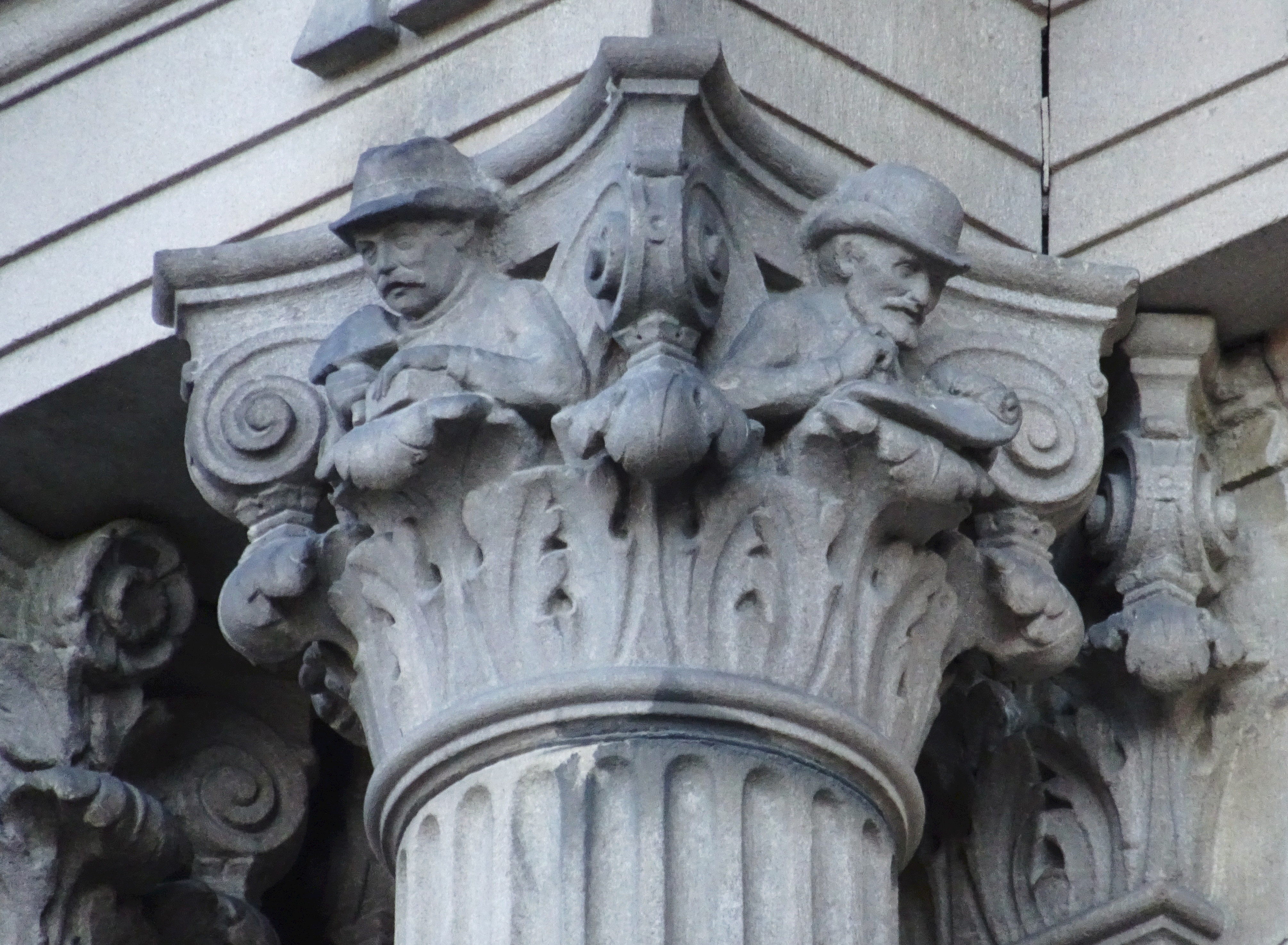
Byggmästaren Håkan Larsson (t.h.) och murarbasen.

År 1888 började byggmästaren Håkan Larsson med byggarbetena under ledning av ingenjören Claes Gustaf Norström som var arbetsledare och byggnadschef. Till 1897 års stora konst- och industriutställning på Djurgården var norra delen färdig. Efter ytterligare tio års arbeten invigdes hela museibyggnaden av kronprinsen den 8 juni 1907. Som mest bestod arbetsstyrkan av omkring 120 personer, vanligast var dock att 60 till 70 personer var sysselsatta vid bygget.
Byggnaden var tänkt som ett nordiskt renässansslott och man kan på formspråket se att arkitekten Isak Gustaf Clason inspirerats av nordeuropeisk 1600-talsrenässans, som Frederiksborgs slott i Danmark och Vadstena slott i Sverige. Byggnadsmaterialet i fasaderna är sandsten från Roslagen och kalksten från Öland och Gotland. Stommen är utförd i tegel och granit medan bjälklagen i gallerierna är i en för tiden modern betongteknik.
Den stora, genomgående hallen är 126,5 meter lång och har 24 meter till taket. Hallen är därmed det största icke-kyrkliga rummet i Sverige efter några sportarenor. Museet var ursprungligen planerat att bli mycket större, med fyra längor kring en borggård, men brist på pengar och tid gjorde att hela projektet blev betydlig mindre. Även dekoreringen av hallen i sprakande färger efter ett förslag av Olle Hjortzberg blev aldrig av.
Runt den stora huvudentrén finns skulpturer och reliefer gjorda av Carl Eldh. I huvudportalens fronton sitter Moder Svea och tar emot gåvor från folket. Enligt medeltida sed visas några av byggprojektets viktiga personer uthuggna i sten. De gestaltades som en del av kapitälen till höger och vänster om huvudentrén. Där finns bland andra byggmästaren Håkan Larsson med en byggnadsritning i handen, snickarbasen Frans Oskar Andersson med fogsvans och bräda, arkitekt Améen med linjal och papper, murarbasen med slev och tegelsten samt en av plåtslagarna med keps och en detalj från museets tak i handen. 
Inne i hallen möts man av en staty av Gustav Vasa i kolossalformat. Statyn är gjord av Carl Milles, först i gips till invigningen 1907 och slutligen i trä år 1925. Den är skulpterad i ek, och polykrom, målad i olika färger, och förgylld. På sockeln står orden Warer svenske, hämtade ur en dikt av Daniel Fallström.

Fasaddetaljer
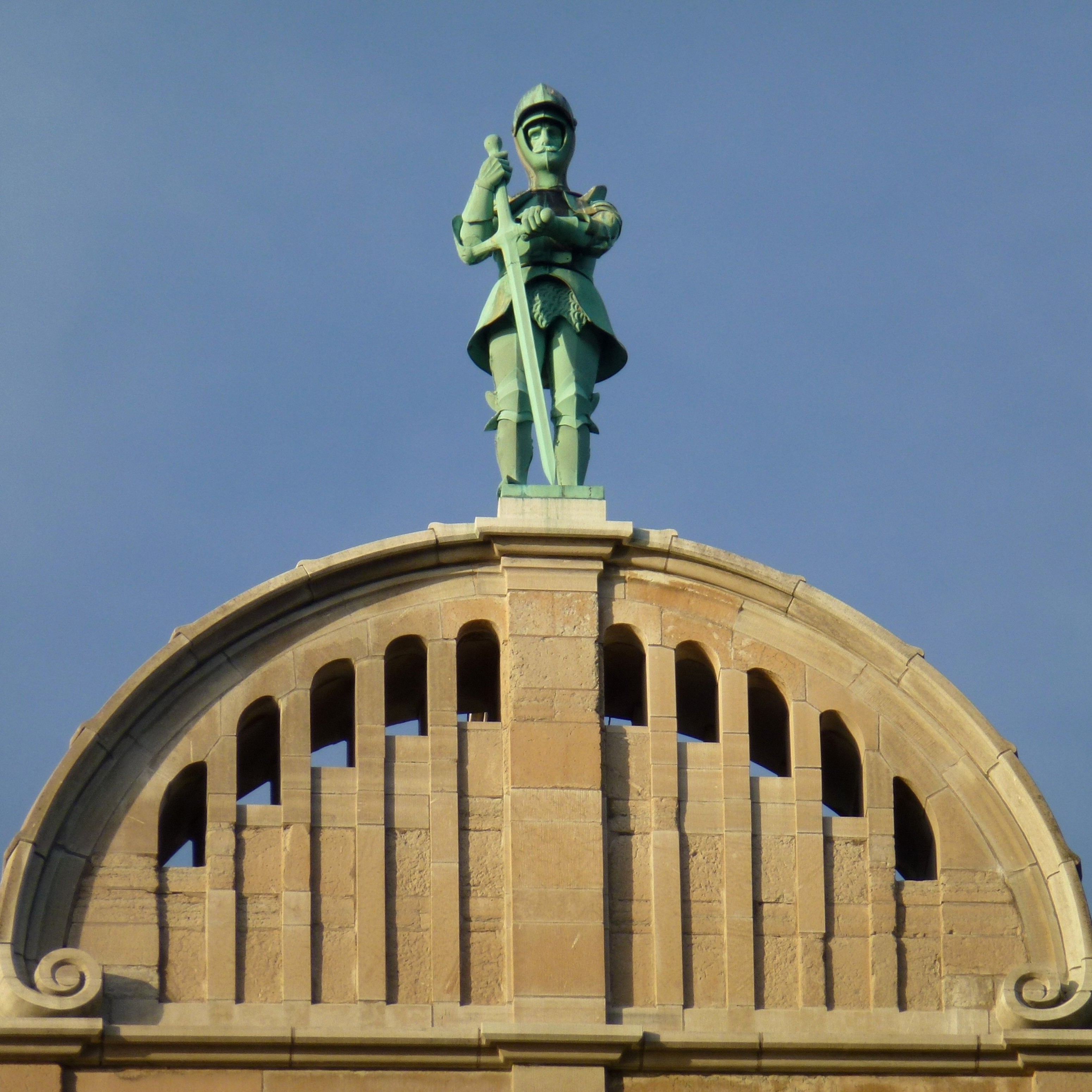
Skulptur på västra gaveln
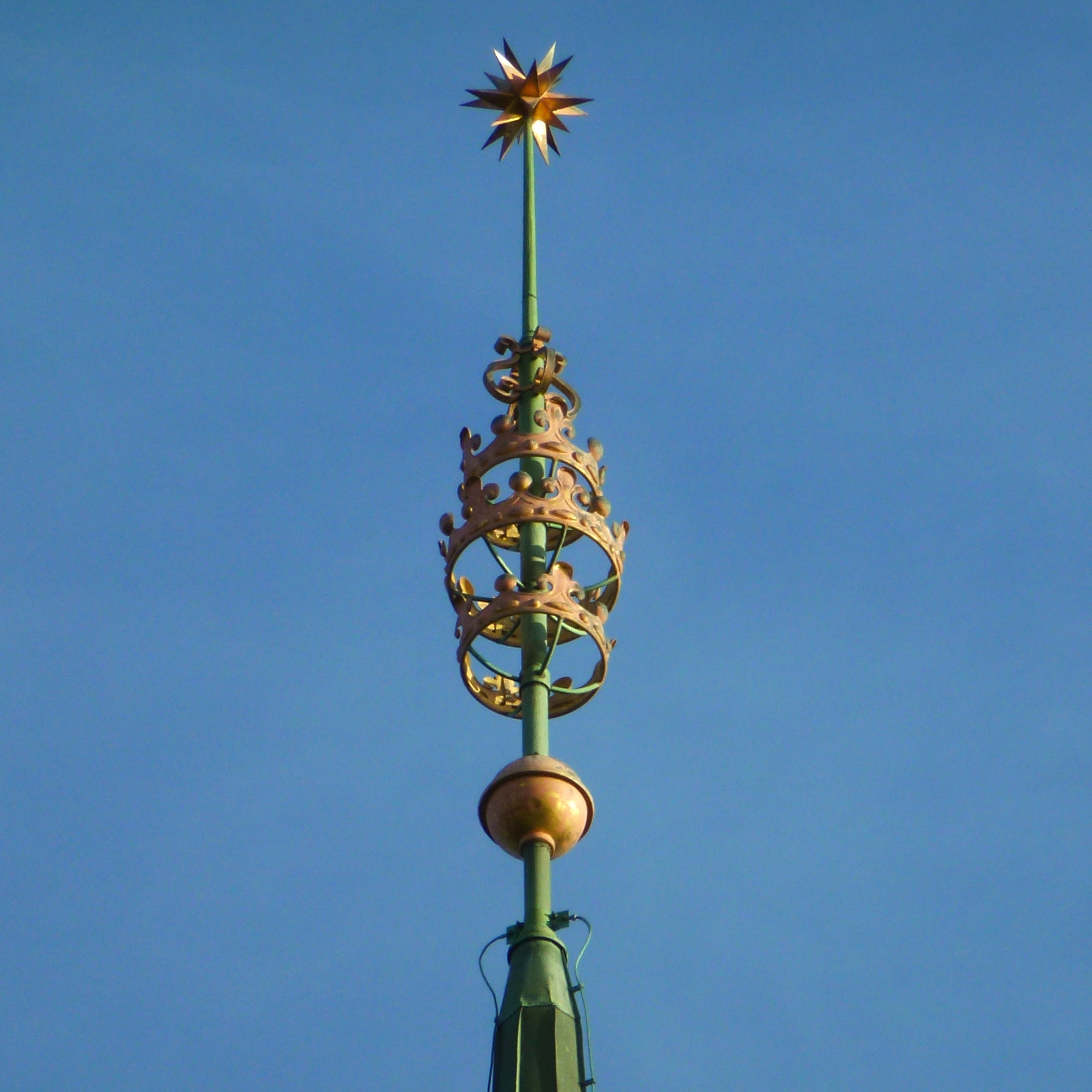
Tornspiran
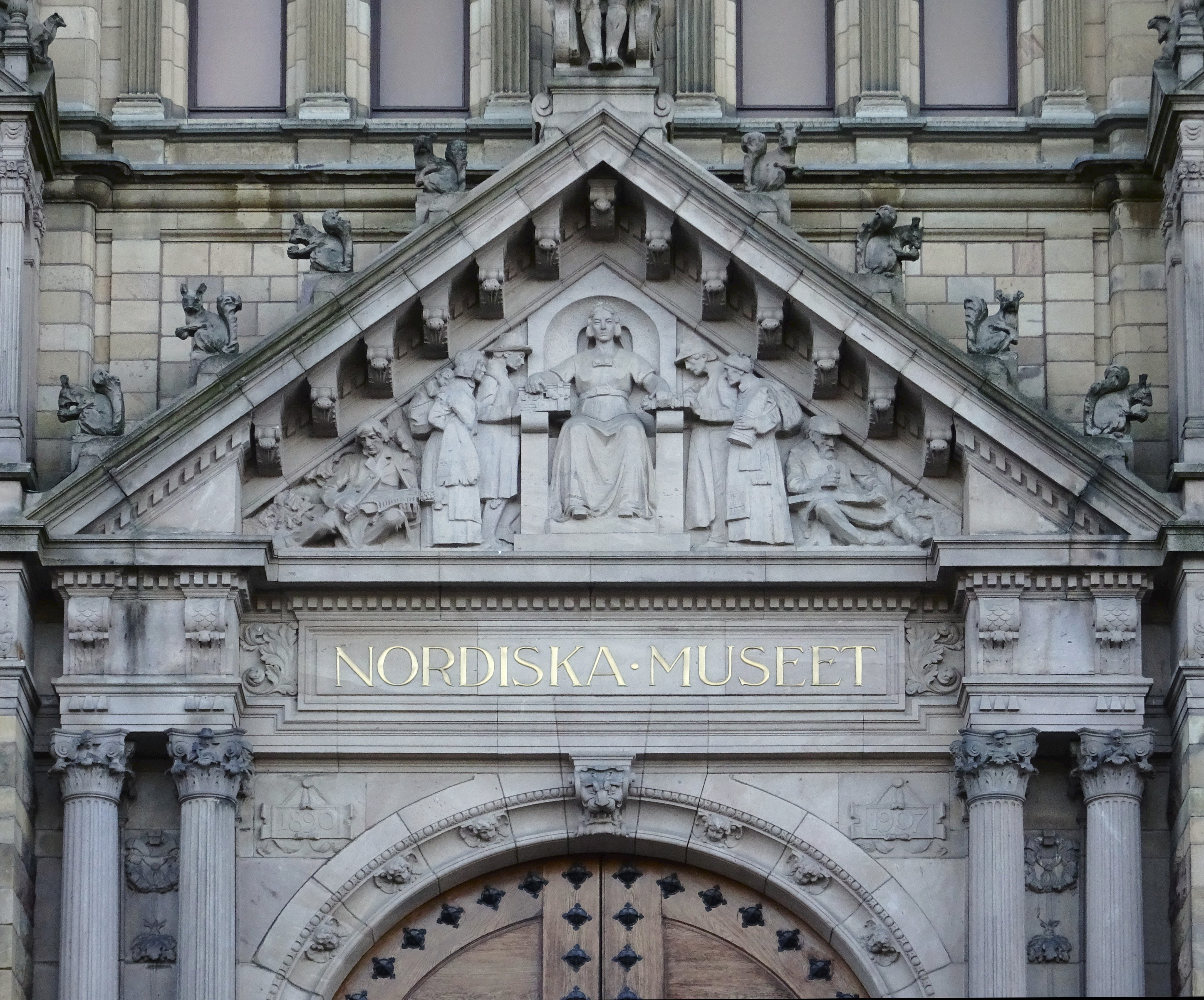
Huvudportalens fronton
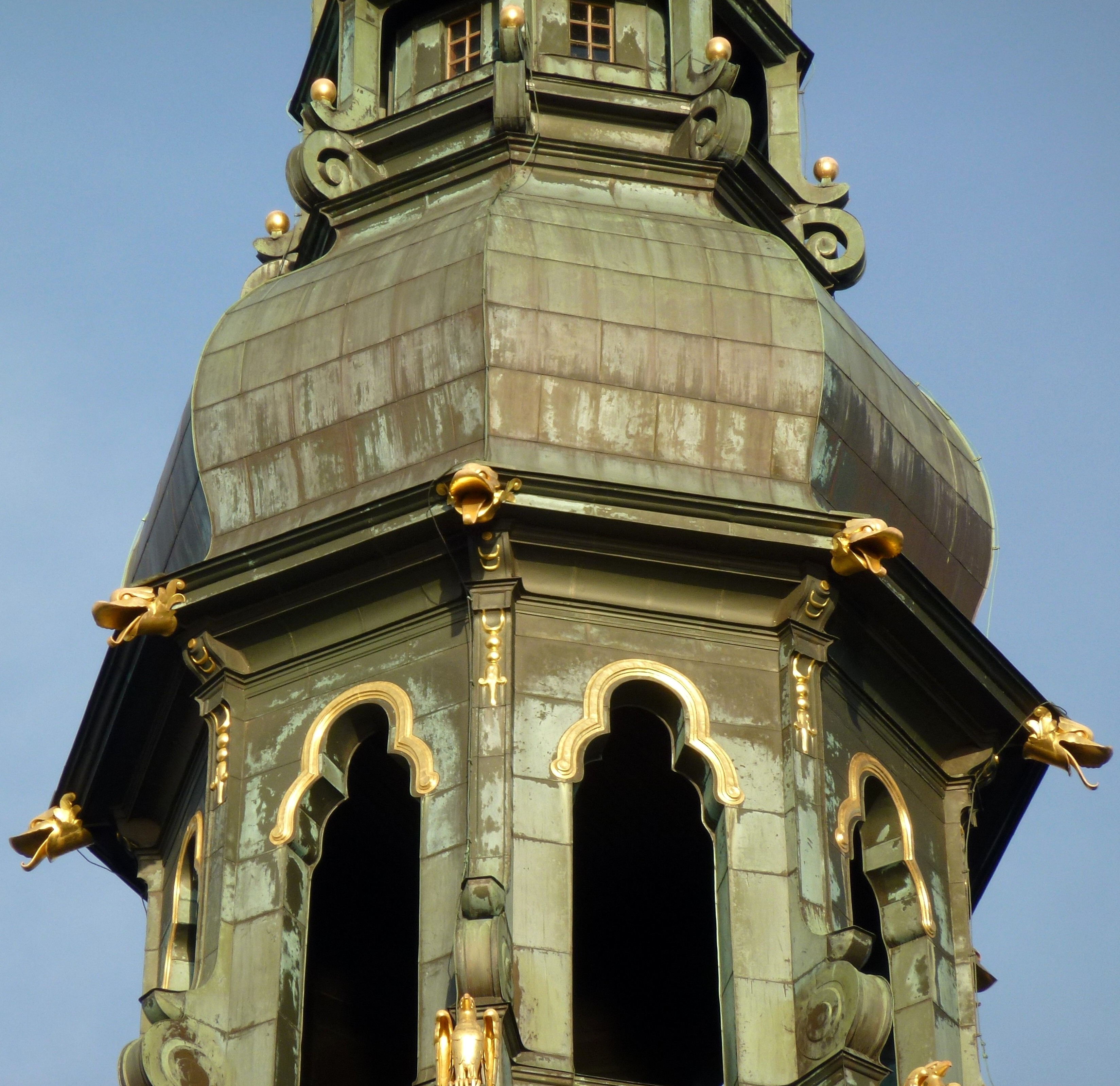
Tornets lökkupol
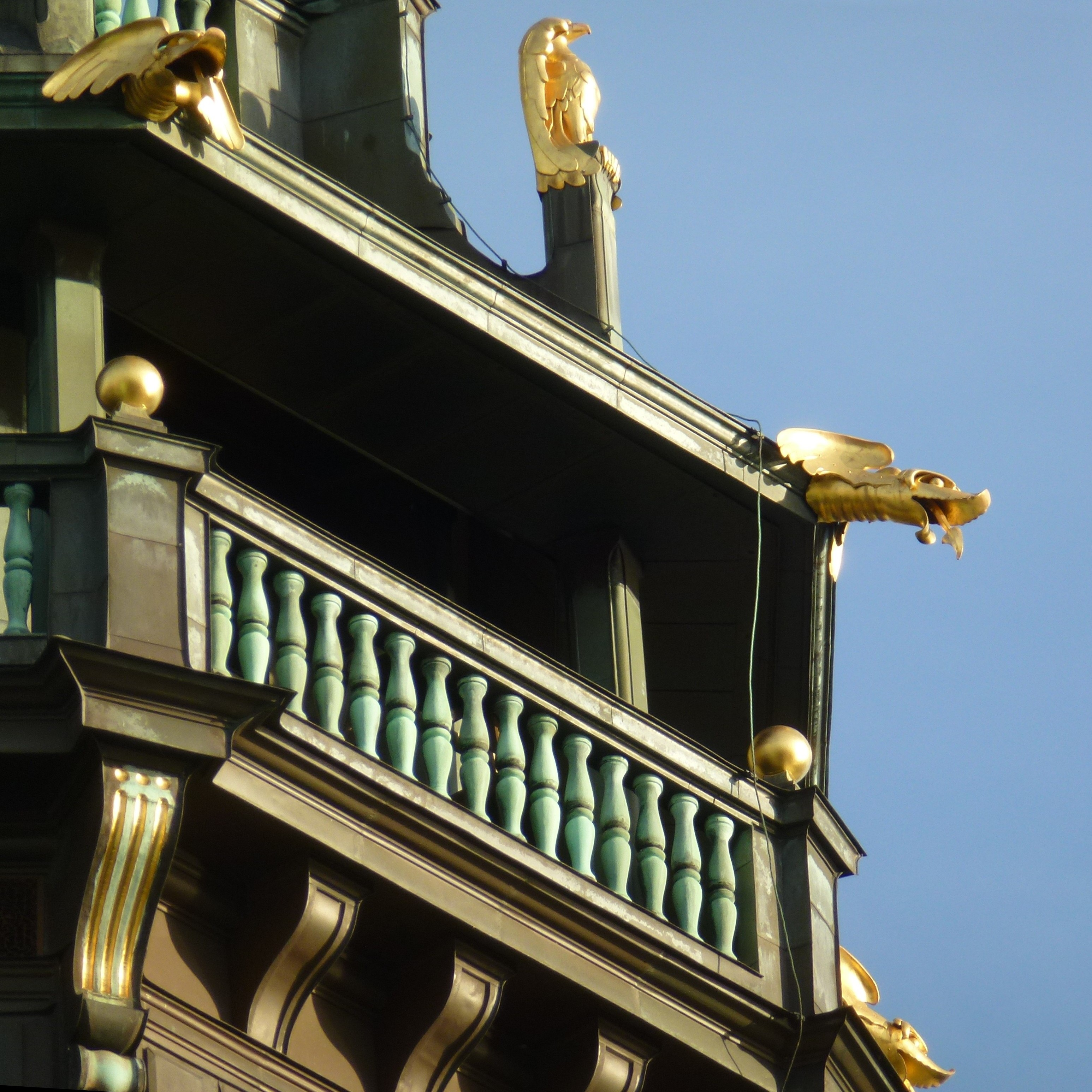
Tornets förgyllda spygatter

Interiörbilder
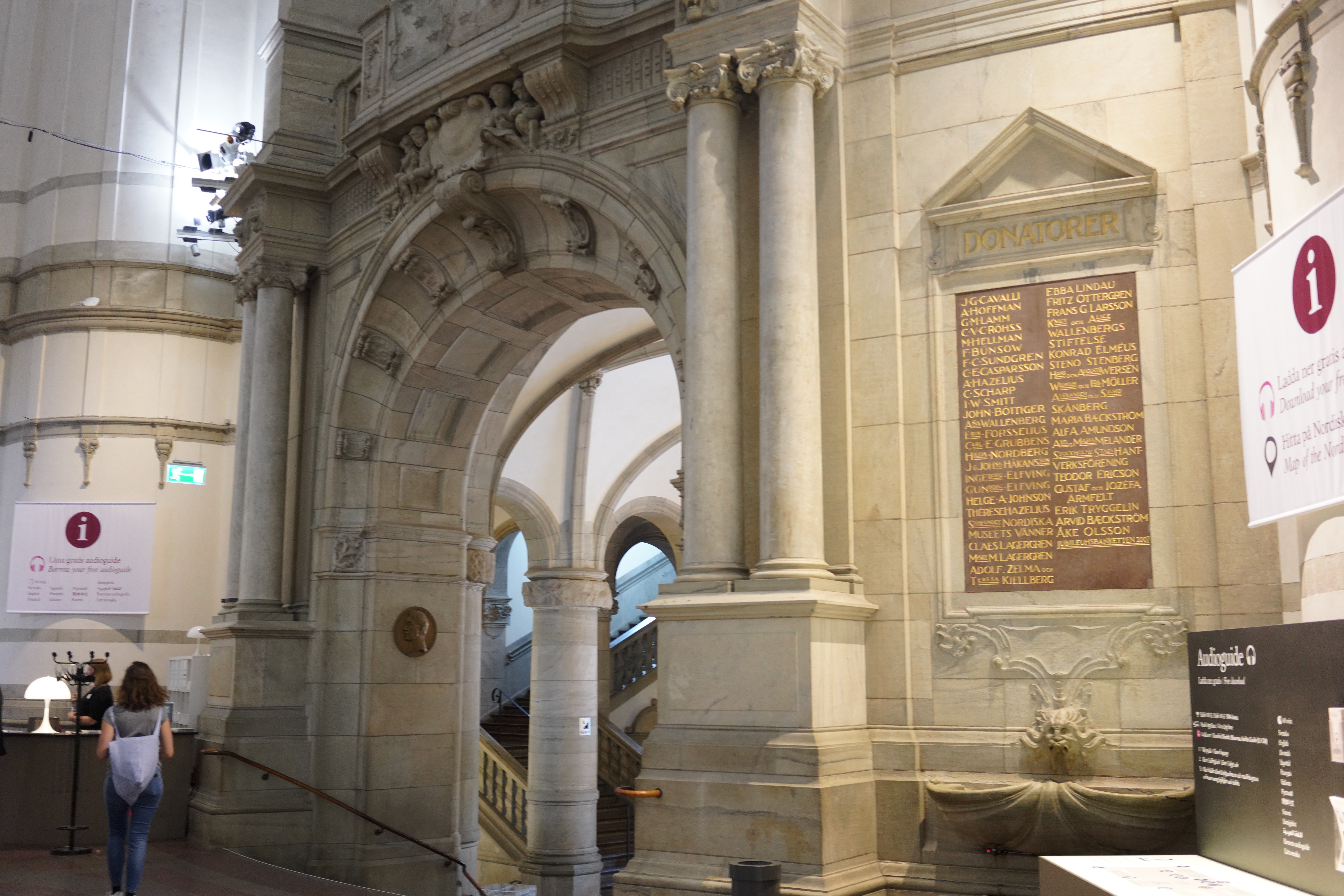
Entréhallen
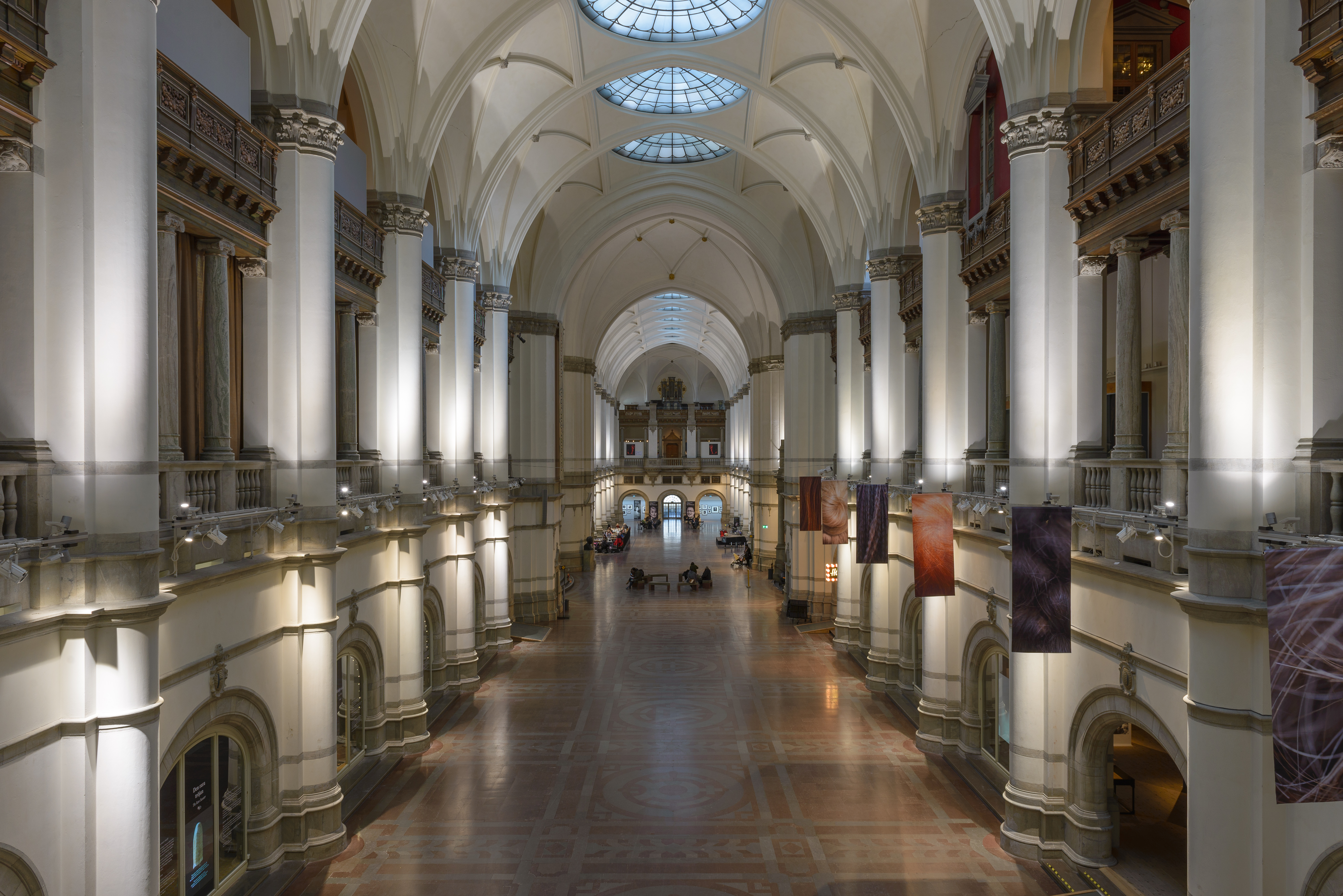
Stora hallen
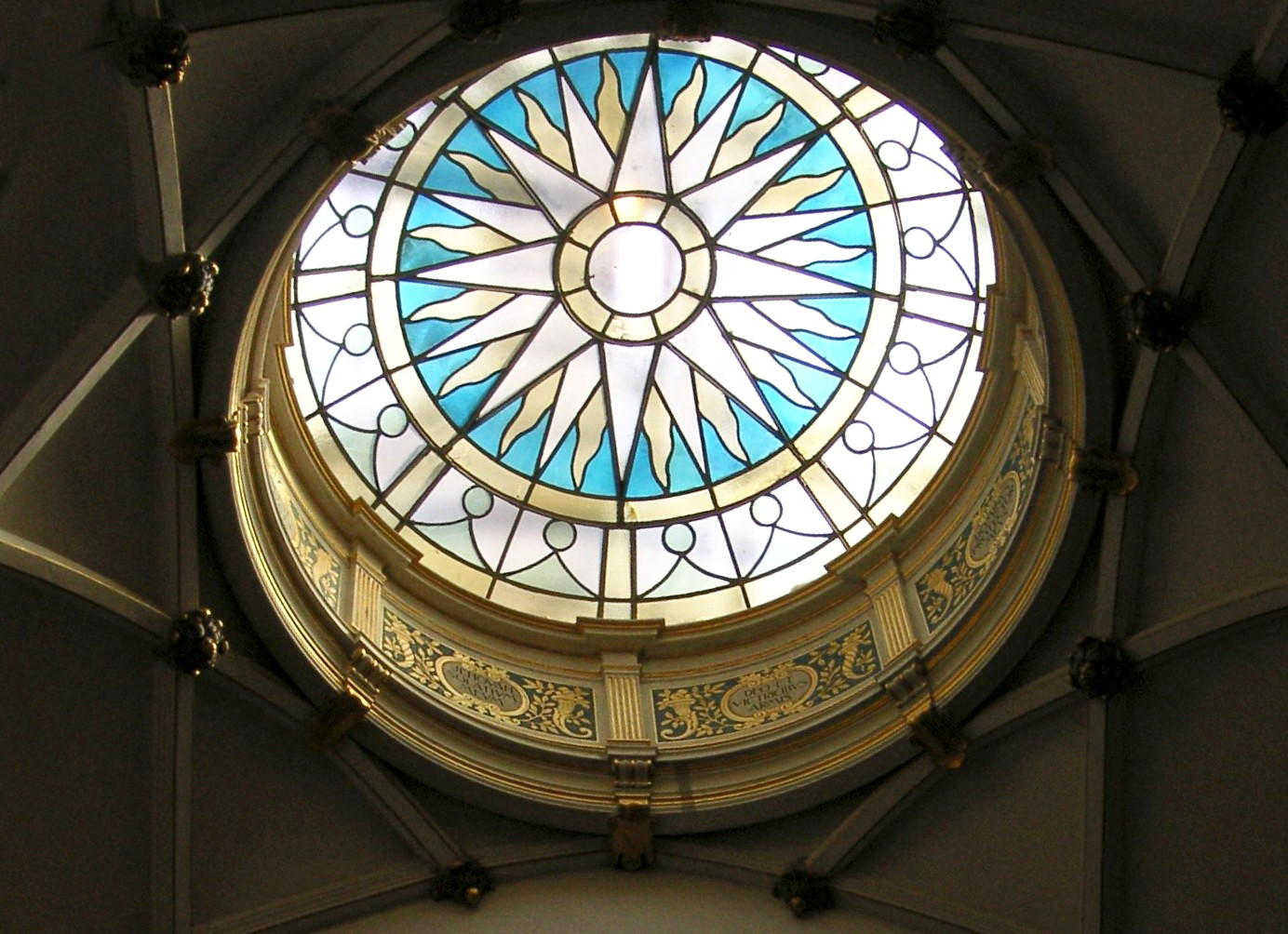
Taklanternin i stora hallen
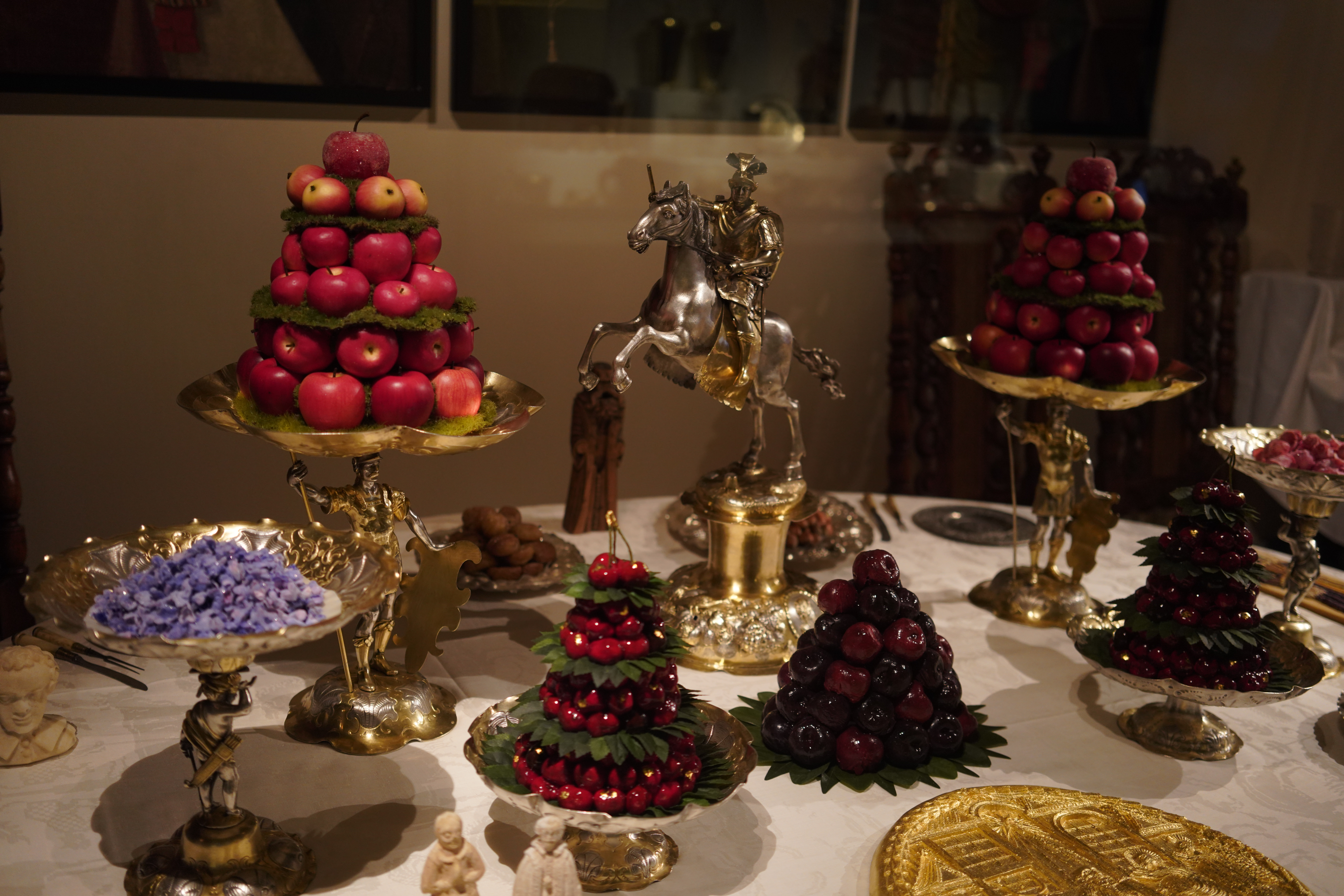
Dukade bord
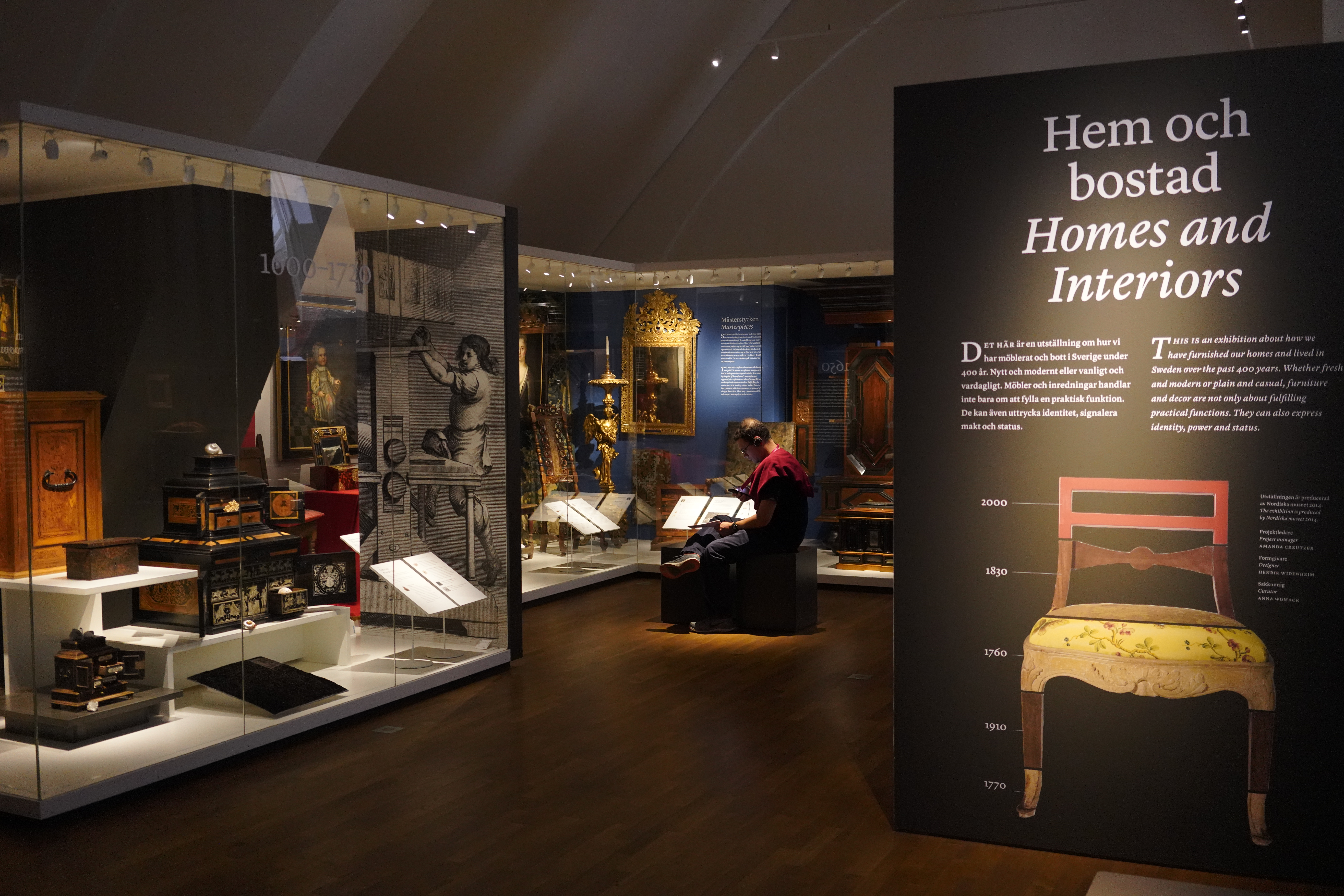
Hem och bostad, 2018

## Verksamheten
Nordiska museet har cirka 1,5 miljoner föremål i sina samlingar, varav ett urval visas i museets utställningar med traditioner, mode, dukade bord, folkkonst, möblerade rum och svensk bostad. I samlingen ingår även två sällsynta orglar, ett orgelpositiv från Medåkers kyrka, Västmanland från 1600-talet och ett orgelpositiv från Sabbatsbergs ålderdomshem, Stockholm från 1804. Museet visar nya utställningar varje år och har årligen cirka 200 000 besökare.

### Arkiv

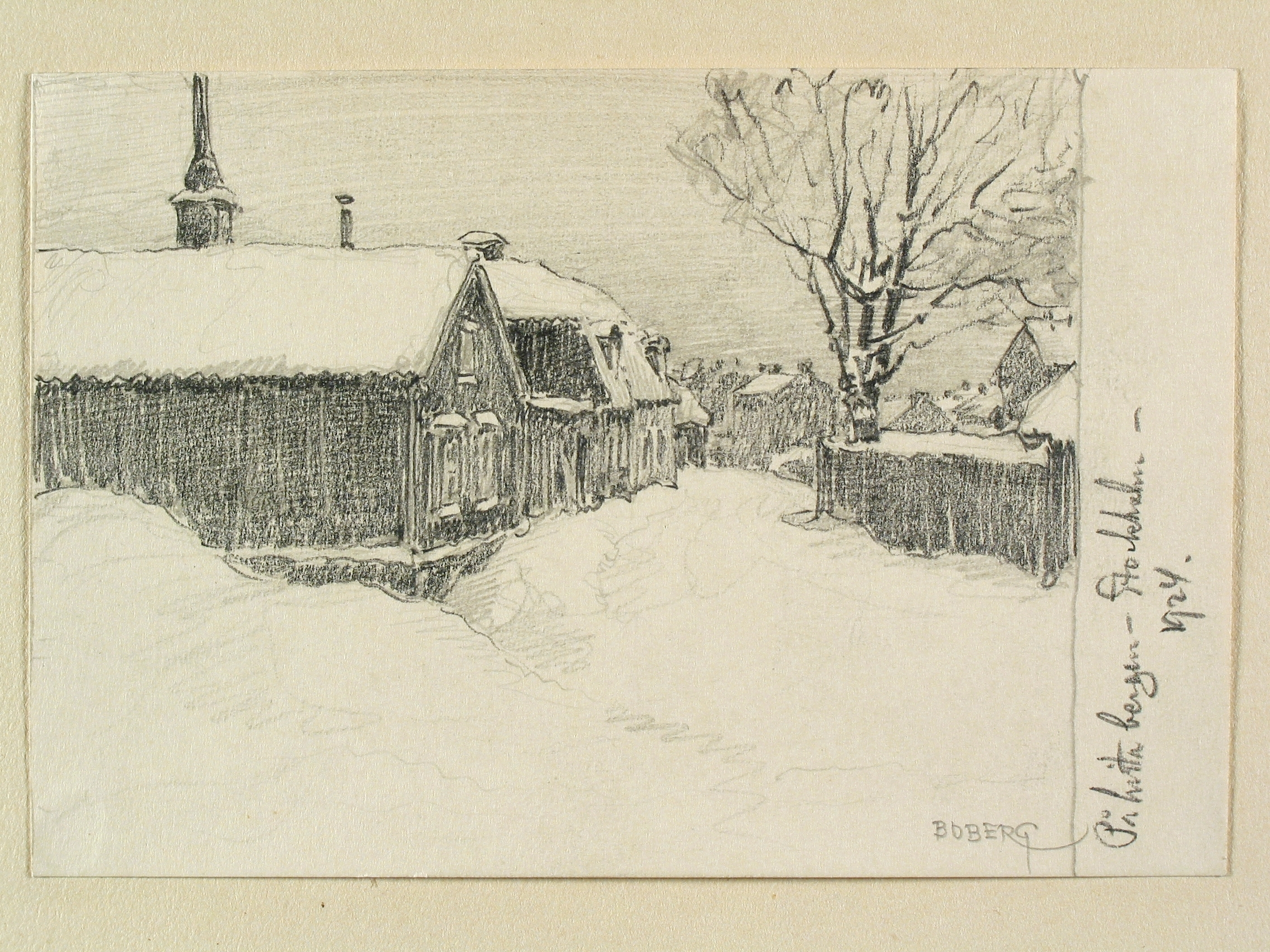
Blyertsteckning av Ferdinand Boberg 1924, ett exempel på bildkonst i Nordiska museets arkiv.

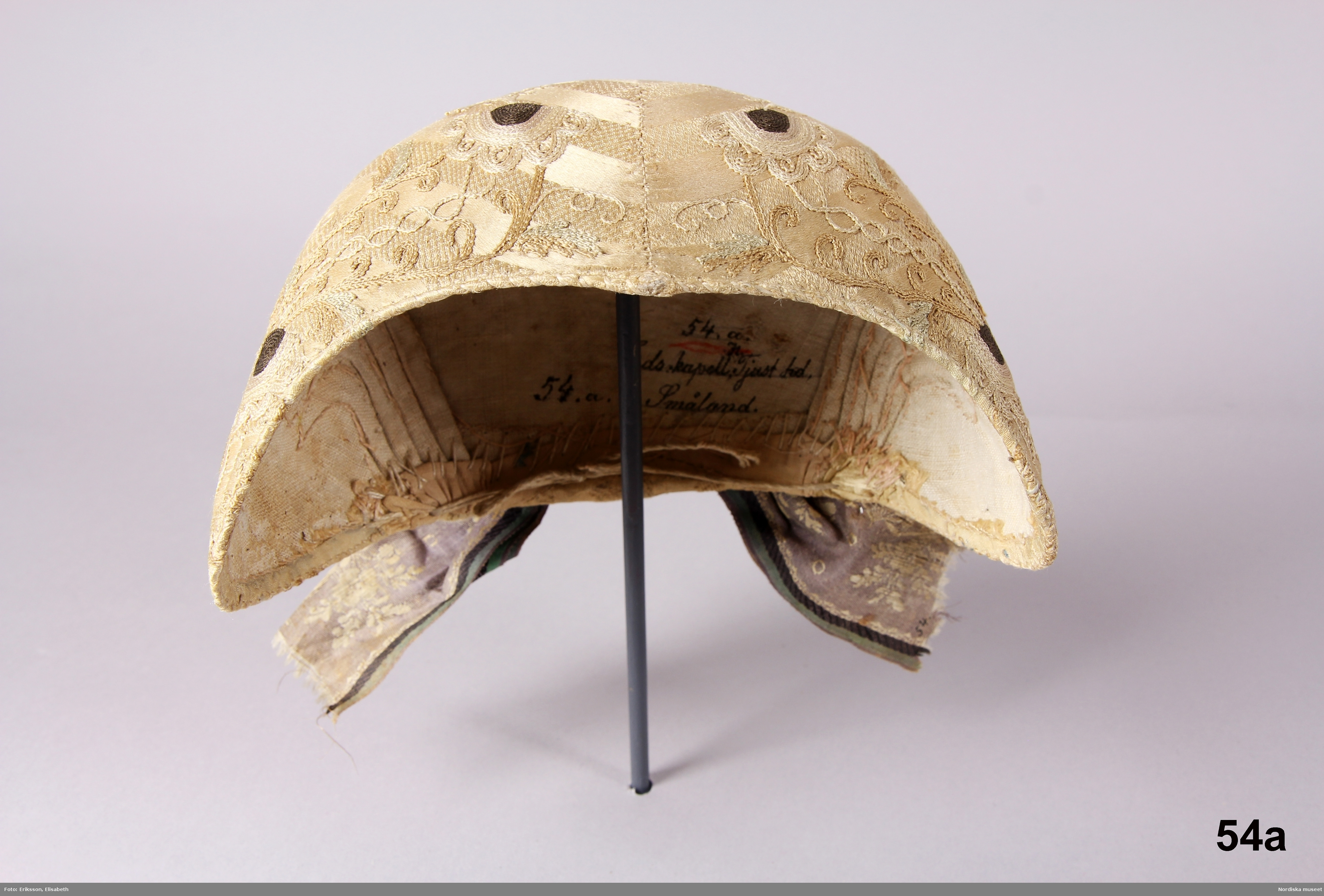
En bindmössa från Småland 1801, ett exempel på föremålssamlingarna i Nordiska museets arkiv.

I Nordiska museets arkiv finns unika samlingar av uppteckningar, självbiografier, dagböcker, gårdsarkiv, familjearkiv, arkiv från personer, företag och föreningar. Arkivsamlingen omfattar drygt 4 000 hyllmeter arkivalier. Här ingår också Sveriges största kulturhistoriska fotosamling med cirka 6 miljoner bilder, den äldsta från 1844, den yngsta från idag. I Nordiska museets folkminnessamling finns folkloristiskt material om till exempel folktro och folkmedicin.

### Bibliotek
Nordiska museets bibliotek är sedan 1890 ett vetenskapligt specialbibliotek för svensk kulturhistoria under hela nyare tiden från 1500-talet till idag. I samlingarna finns närmare 4 000 hyllmeter av böcker, tidskrifter, kataloger, broschyrer och varukataloger.
Biblioteket förvärvar svensk litteratur inom ämnet svensk kulturhistoria efter år 1500 samt internationell litteratur som möjliggör jämförelser mellan svensk och utländsk kulturhistoria. I boksamlingarna avspeglas museets arbete, utställningar och forskning genom åren. Böcker och tidningar inkommer ofta genom skriftutbyte med museer och forskningsinstitutioner över hela världen, totalt 158 institutioner år 2011.
Samlingarna nås till största delen via webbkatalogen Saga. Det äldsta materialet är sökbart i den inskannade kortkatalogen. Även bibliotekets ämneskatalog, som förtecknar ett urval titlar och tidskriftsartiklar i bibliotekets samlingar under olika ämnesområden, är inskannad.
Stora litteraturgrupper i samlingarna är etnologi, dräkthistoria, bland annat en stor samling modejournaler, konsthantverk, kulturhistoria, mat och dryck, memoarer, svensk topografi och arkitektur.
Bibliotekets samlingar speglar museets verksamhetsinriktning under olika tider. Vid tiden för museets grundande dominerades de framväxande humanistiska vetenskaperna av komparativa perspektiv och för att jämförelser alls skulle bli möjliga krävdes ett omfattande bibliotek med bland annat tryckta kataloger från andra samlingar. En av museets första fasta medarbetare blev därför bibliotekarien P. G. Wistrand som 1890 anslöt biblioteket till forskningsbibliotekens gemensamma Accessionskatalog som idag utvecklats till Libris. På P G Wistrands tid var bibliotek heller inte i första hand förvaringsplatser för böcker utan i lika hög grad vetenskapliga kommunikationscentra. Bland annat tog sig detta uttryck i uppbyggandet av omfattande bytesförbindelser med andra forskningsinstitutioners bibliotek och detta blev också en av de första stora uppgifterna och vid slutet av 1890-talet hade biblioteket etablerat skriftutbyten med 185 andra institutioner, framför allt i Tyskland och Norden.
Biblioteket och arkivet var från början integrerade delar av museibyggnaden och kunde nås via entréer på ömse sidor om Gustav Vasastatyn i stora hallens mitt, en ABM-tanke från en tid innan termen var uppfunnen. Idag återuppstår ordningen en trappa ner med biblioteket under den norra delen av stora hallen och (sedan 2016) arkivet i motsvarande lokaler under södra delen av stora hallen med gemensam läsesal, föreläsningssal, garderober och toaletter i mitten av markplanet.

### Dokumentation av samtiden
Nordiska museet har dokumenterat samtiden sedan grundandet 1872, då Artur Hazelius samlade föremål med hjälp av så kallade ”Skaffare”. Under 1900-talet breddades insamlingen med fotografi och film, och från 1928 inhämtades berättelser bland annat genom frågelistor, en verksamhet som pågick till 2016 och resulterade i över 53 000 svar.
Sedan 1945 har museet samlat arbetarminnen, självbiografier och andra levnadsberättelser, och 2015 startades den digitala insamlingsverksamheten online, där tusentals personer bidragit med berättelser från olika delar av vardagslivet. Nordiska museet har bland annat dokumenterat människors upplevelser under pandemin i Coronaviruset i Sverige 2020, grundskoleelevers vardag i Mitt liv 2020 och allmänhetens visioner och förhoppningar i Vår framtid 2023.

### Ekonomi och styrning
Stiftelsen Nordiska museet har ett årligt statligt anslag och ingår i kretsen av centralmuseer. Staten utövar tillsyn via Nordiska museets nämnd, vars ledamöter är tillsatta av regeringen, men har att följa stiftelsens stadgar och stiftelselagen. Stiftelsen får i princip inga statliga anslag för att förvalta de kulturhistoriska miljöerna utanför Stockholm.

### Verksamhet utanför Djurgården

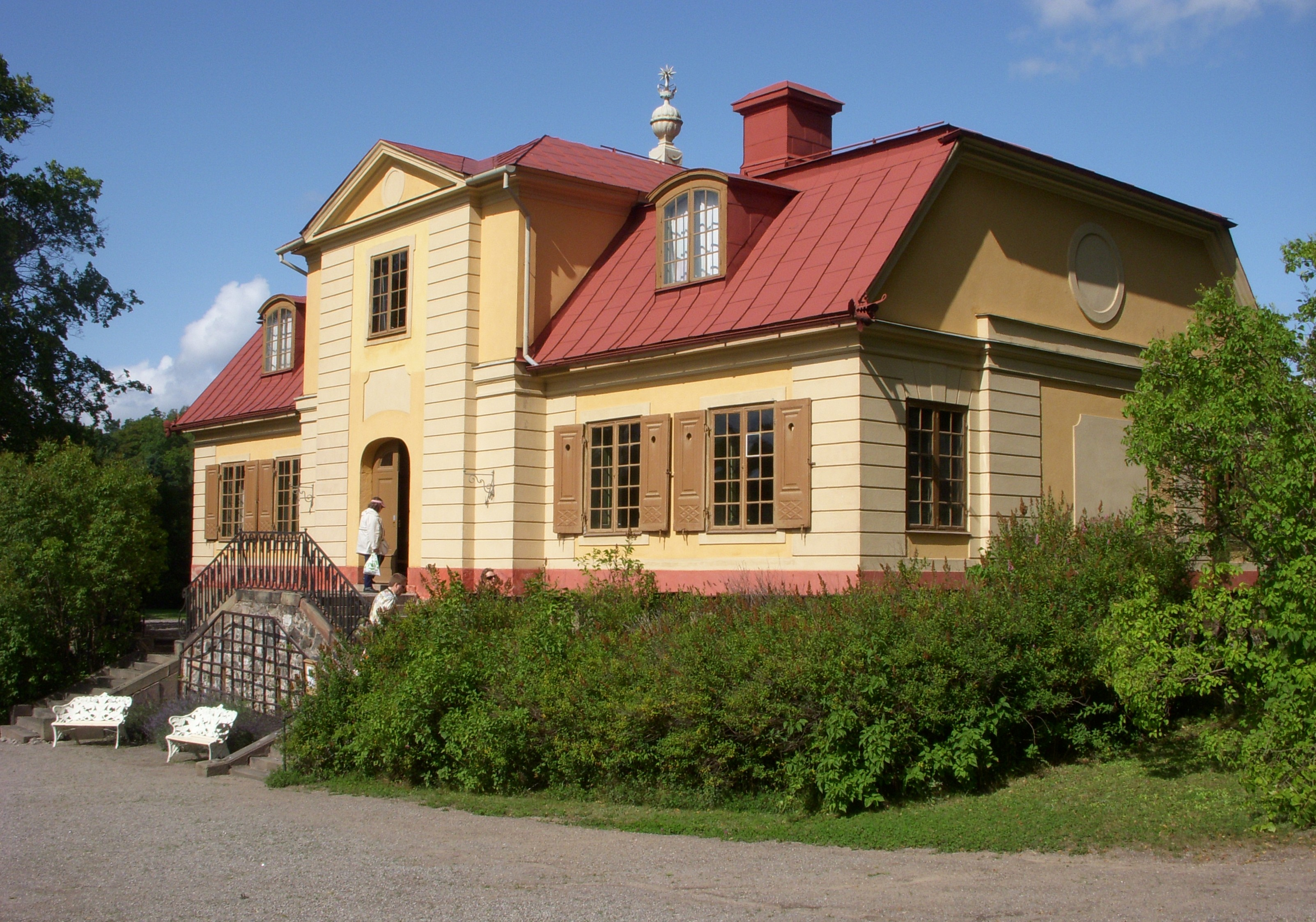
Svindersvik
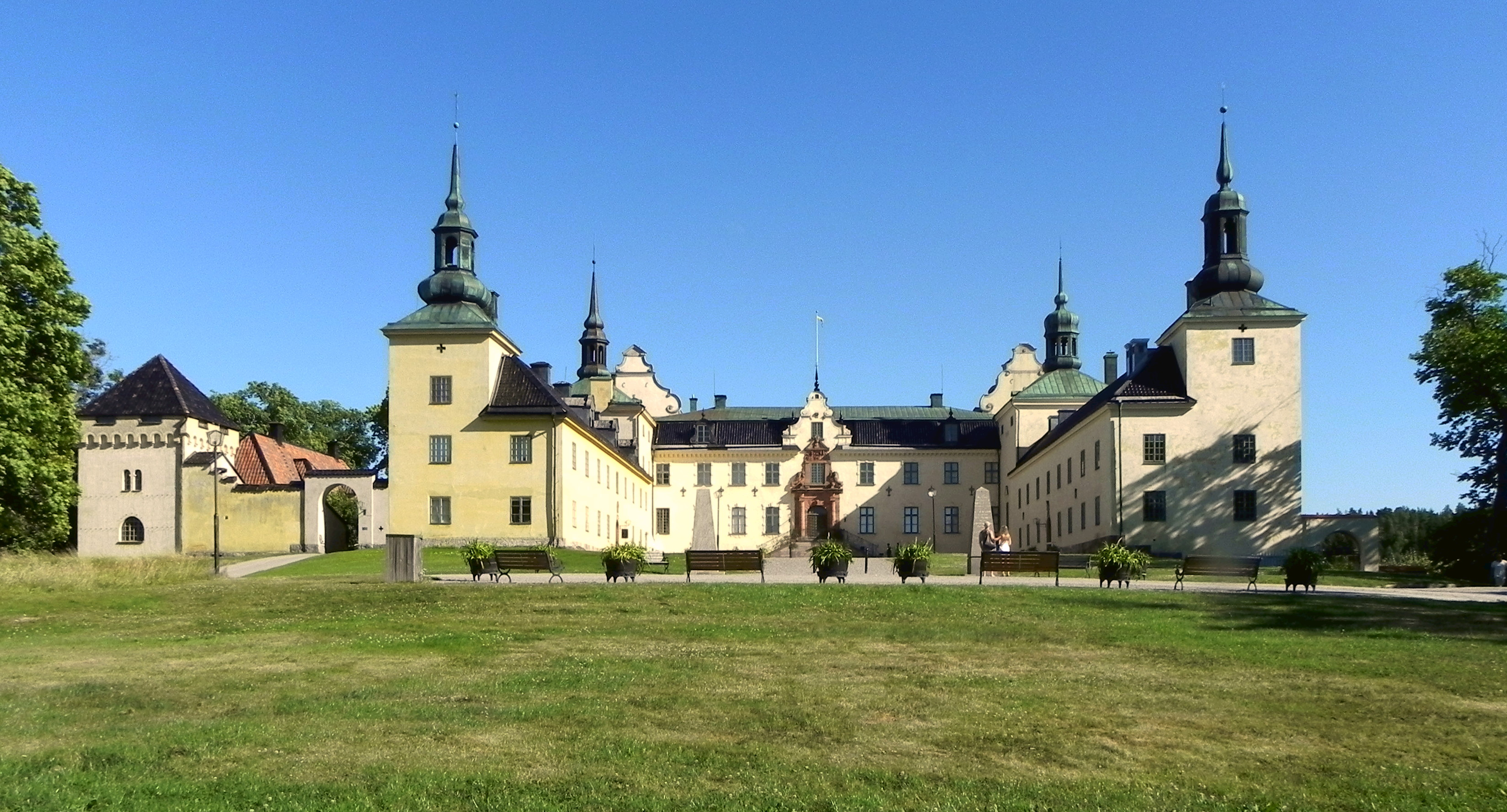
Tyresö slott
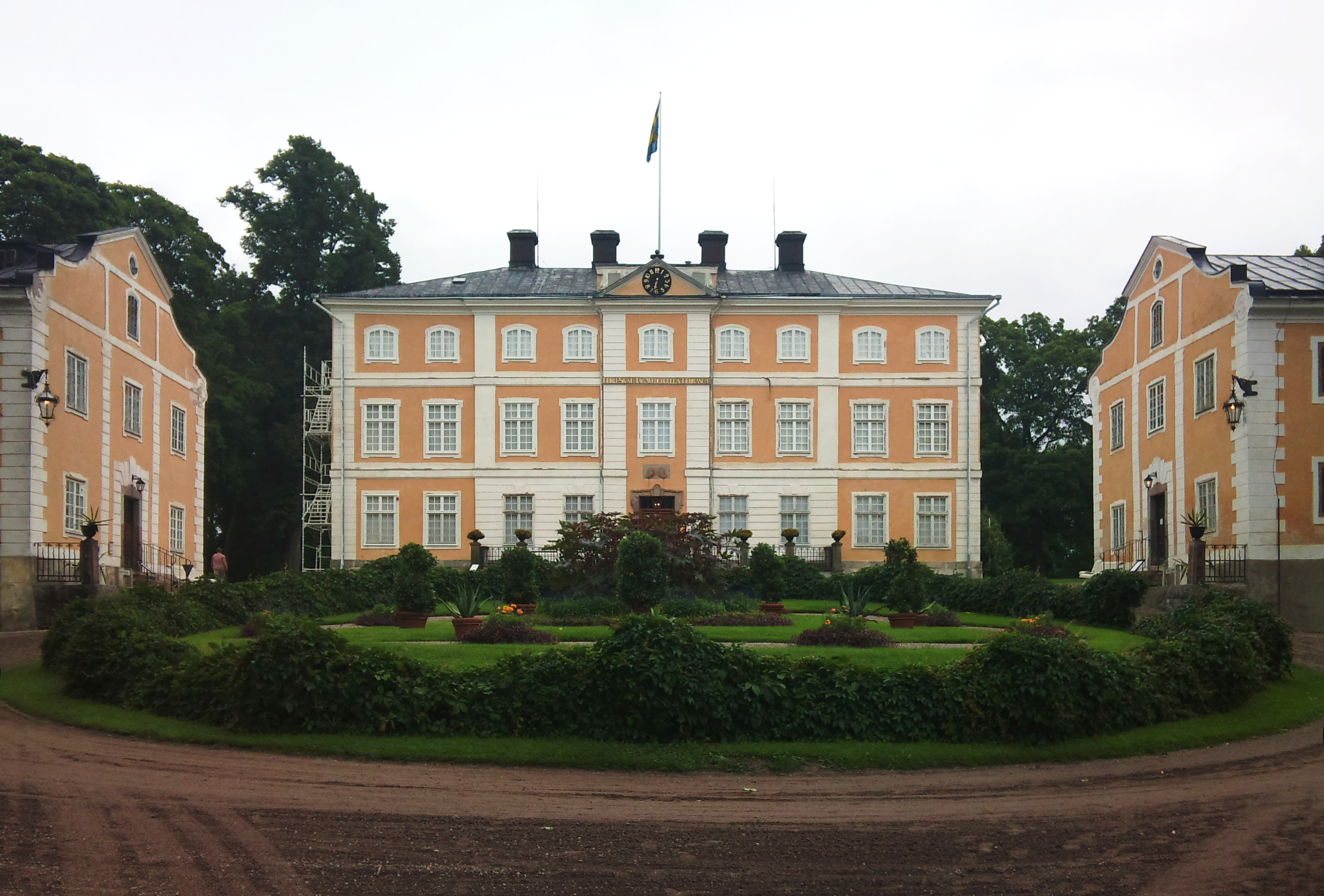
Julita gård
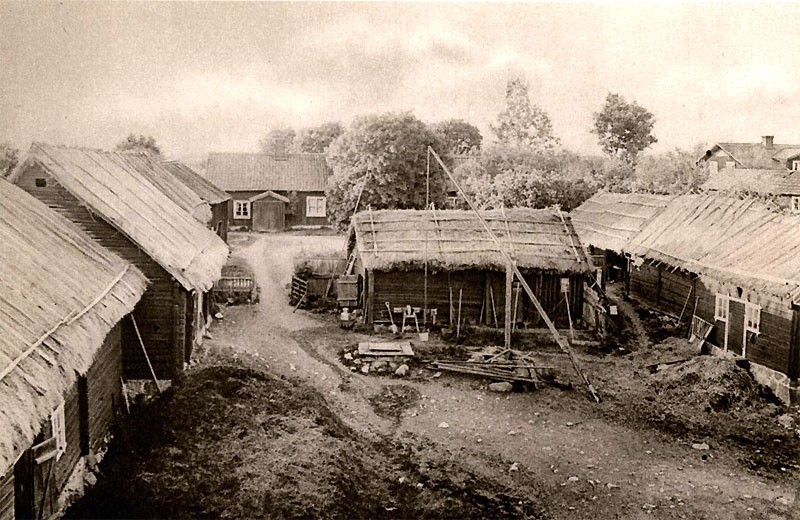
Härkeberga kaplansgård
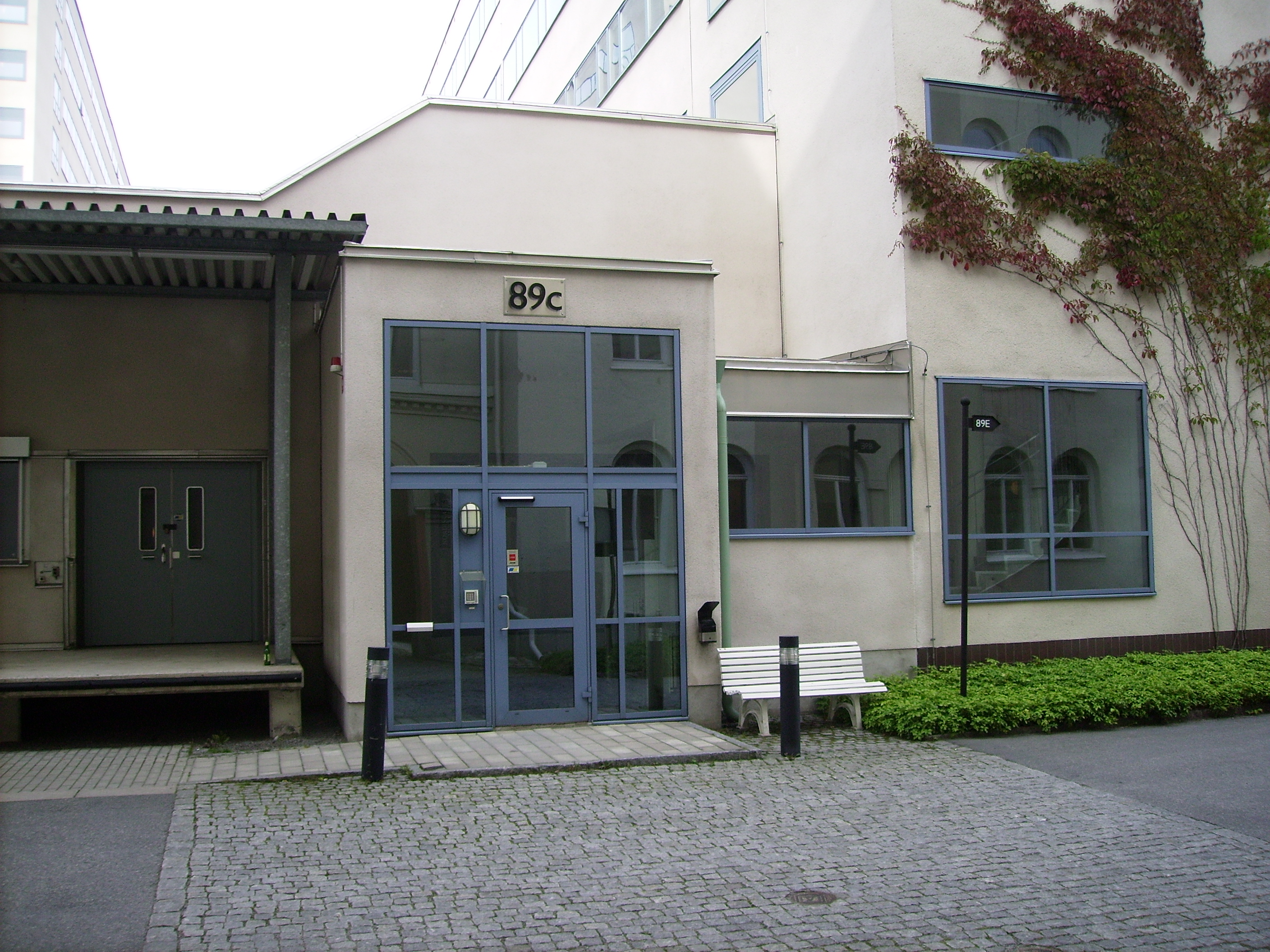
Nordiska museets arkiv hade tidigare separata lokaler på Linnégatan 89 C.

Nordiska museet äger och förvaltar vid sidan av museibyggnaden och Villa Lusthusporten på Djurgården även flera värdefulla anläggningar på skilda håll i landet, Svindersvik i Nacka, Tyresö slott, Julita gård i Södermanland och Härkeberga kaplansgård utanför Enköping.

## Nordiska museets samling av samiska föremål
Med samiska föremål avses här föremål vilka tillverkats, ägts och/eller brukats av samer, men även föremål som på annat sätt har anknytning till samisk historia.
Nordiska museets samling av samiska föremål omfattar drygt 8 440 objekt. Det första samiska föremål som infördes i museets samlingar var ett sydsamiskt tennbroderat kvinnobälte. Det skänktes till museet under dess första verksamhetsår 1872. En väska tillverkad 2007 av den samiska konsthantverkaren och konstnären Anna-Stina Svakko är ett av de senaste förvärven.
Drygt 40% av de samiska föremålen förvärvades före år 1900, cirka 45% under perioden 1900–1950. Cirka 15% är förvärvade efter 1950. De mest omfattande föremålsgrupperna är bohag, dräkt och personlig utrustning. Närmare 200 föremål fanns utställda i utställningen Sápmi – om att vara same i Sverige, som visades 2007-2022.
I Nordiska museets arkiv finns ett omfattande material som skildrar samisk historia. Bland annat uppteckningar och fotografier från museets dokumentationer och undersökningar samt svar på museets frågelistor. I arkivet finns även samiskt originalmaterial som till exempel den samiske författaren Johan Turis anteckningsböcker.

## Orglar
I Nordiska museet finns två orglar.
- Orgelpositiv från Medåkers kyrka, Västmanland. Positivet är byggt under 1600-talet av en okänd mästare. Troligen var det ursprungligen avsett för Maria Magdalena kyrka på Södermalm i Stockholm. För närvarande är instrumentet ospelbart.
- Orgelpositiv från Sabbatsbergs ålderdomshem, Stockholm. Positivet är byggt 1804 av instrument- och spelurmakare Pehr Strand (1756–1826), Stockholm.

## Styresmän genom tiderna
- 1873–1901 Artur Hazelius
- 1901–1905 Gunnar Hazelius
- 1905–1913 Bernhard Salin
- 1913–1928 Gustaf Upmark den yngre
- 1929–1956 Andreas Lindblom
- 1956–1963 Gösta Berg
- 1963–1972 Hans Hansson
- 1973–1975 Harald Hvarfner
- 1975–1988 Sune Zachrisson
- 1988–1991 Sten Rentzhog
- 1992–1995 Agne Furingsten
- 1995–1997 Bengt Nyström, tillförordnad styresman
- 1997–2001 Lars Löfgren
- 2001–2015 Christina Mattsson
- 2015– Sanne Houby-Nielsen[16]

## Nordiska museets förlag
Nordiska museets förlag har sedan 1873 gett ut titlar inom museets verksamhetsområden. Serien Nordiska museets handlingar omfattar förlagets akademiska utgivning och består av 141 verk (2016). Årsboken Fataburen består av kulturhistoriska artiklar, under 2000-talet samlade kring ett årligt tema. Utöver detta ger förlaget också ut böcker kopplade till museets utställningar och samlingar. Utgivningstakten under 2000-talet är cirka 1–10 titlar per år.